# ダミアン・ボバディージャ
ダミアン・ホスエ・ボバディージャ・ベニテス（Damián Josué Bobadilla Benítez, 2001年7月11日 - ）は、パラグアイ・アスンシオン出身のサッカー選手。カンピオナート・ブラジレイロ・セリエA・サンパウロFC所属。ポジションはMF。

## クラブ経歴

### セロ・ポルテーニョ
2021年にセロ・ポルテーニョのトップチームに昇格。5月5日のコパ・リベルタドーレス2021のアトレチコ・ミネイロ戦でプロデビュー。以降出場機会を増やし、2023年シーズンはリーグ戦38試合で8ゴールを決めた。

### サンパウロFC
2023年12月20日、サンパウロFCと4年契約を結んだ。

## 代表経歴
2023年10月にパラグアイ代表に初招集。2024年6月にはコパ・アメリカ2024の代表に選出。同月12日のチリとのテストマッチで代表デビュー。本大会ではコロンビア、ブラジル、コスタリカが同居したグループDで苦戦を強いられ、3戦全敗を喫した。

## 人物
- 父は元パラグアイ代表のアルド・ボバディージャで、現役時代のポジションはGK。コパ・アメリカ2007をはじめ、FIFAワールドカップには2006年、2010年と2大会連続で出場した。